# Лабрус
Лабру́с (фр. Labrousse, окс. Labrossa) — коммуна во Франции, находится в регионе Овернь. Департамент — Канталь. Входит в состав кантона Арпажон-сюр-Сер. Округ коммуны — Орийак.
Код INSEE коммуны — 15085.
Коммуна расположена приблизительно в 450 км к югу от Парижа, в 115 км южнее Клермон-Феррана, в 12 км к юго-востоку от Орийака.

## Население
Население коммуны на 2008 год составляло 388 человек.
| 1962 | 1968 | 1975 | 1982 | 1990 | 1999 | 2008 |
| ---- | ---- | ---- | ---- | ---- | ---- | ---- |
| 414  | 395  | 397  | 445  | 432  | 379  | 388  |

## Экономика
В 2007 году среди 240 человек в трудоспособном возрасте (15—64 лет) 170 были экономически активными, 70 — неактивными (показатель активности — 70,8 %, в 1999 году было 64,7 %). Из 170 активных работали 154 человека (89 мужчин и 65 женщин), безработных было 16 (7 мужчин и 9 женщин). Среди 70 неактивных 17 человек были учениками или студентами, 32 — пенсионерами, 21 были неактивными по другим причинам.